# Ignazio Maloyan
Ignazio Maloyan (Mardin, 19 aprile 1869 – Çınar, 11 giugno 1915) è stato un arcivescovo cattolico armeno con cittadinanza ottomana, arcieparca di Mardin degli Armeni; fu ucciso dai turchi durante il genocidio degli armeni ed è stato beatificato come martire da papa Giovanni Paolo II nel 2001.

## Biografia
Choukrallah Maloyan, figlio di Melkon e Faridé, nacque a Mardin, in Turchia, il 19 aprile 1869.
Il suo padre spirituale, Joseph Tchérian, lo inviò all'età di 14 anni all'Istituto del clero patriarcale di Bzommar, in Libano, dove completò gli studi superiori e fu ordinato sacerdote nel 1896. Nel 1904 Sua Beatitudine il Patriarca Boghos Bedros XII Sabbaghian, lo nominò suo segretario.
Il 22 ottobre 1911, durante il Sinodo dei Vescovi Ameni riunito a Roma, fu eletto Arcivescovo di Mardine e consacrato da Sua Beatitudine Boghos Bedros XIII Terzian.
L'11 giugno 1915, dopo aver rifiutato di convertirsi all'Islam, venne ucciso con un colpo di pistola alla nuca in ambito del Genocidio armeno.

## Culto
Giovanni Paolo II lo ha solennemente beatificato il 7 ottobre 2001.
Dal Martirologio Romano:
Il 28 marzo 2025 papa Francesco ha approvato i voti favorevoli del Dicastero delle cause dei santi. La canonizzazione è stata infine approvata il 13 giugno 2025 nel primo concistoro presieduto da papa Leone XIV, che ne ha fissato la data al 19 ottobre successivo.

## Genealogia episcopale
La genealogia episcopale è:
- Cardinale Scipione Rebiba
- Cardinale Giulio Antonio Santorio
- Cardinale Girolamo Bernerio, O.P.
- Arcivescovo Galeazzo Sanvitale
- Cardinale Ludovico Ludovisi
- Cardinale Luigi Caetani
- Cardinale Ulderico Carpegna
- Cardinale Paluzzo Paluzzi Altieri degli Albertoni
- Papa Benedetto XIII
- Papa Benedetto XIV
- Papa Clemente XIII
- Cardinale Bernardino Giraud
- Cardinale Alessandro Mattei
- Cardinale Pietro Francesco Galleffi
- Cardinale Giacomo Filippo Fransoni
- Cardinale Andon Bedros IX Hassoun
- Patriarca Stepanos Bedros X Azarian
- Patriarca Boghos Bedros XIII Terzian
- Arcieparca Ignatius Maloyan